# Brandon Clarke
Brandon Clarke (ur. 19 września 1996 w Vancouver) – kanadyjski koszykarz, występujący na pozycji silnego skrzydłowego, aktualnie zawodnik Memphis Grizzlies.

## Osiągnięcia
Stan na 10 lipca 2021, na podstawie, o ile nie zaznaczono inaczej.
NCAA
- Uczestnik rozgrywek Elite 8 turnieju NCAA (2019)
- Mistrz sezonu regularnego konferencji Mountain West (MWC – 2019)
- Obrońca roku konferencji West Coast (WCC – 2019)
- Najlepszy nowo przybyły zawodnik WCC (2019)
- Rezerwowy roku konferencji Mountain West (2016)
- Zaliczony do:
  - składu The Wooden Award All-American (2019)
  - I składu:
    - WCC (2019)
    - turnieju WCC (2019)
    - Mountain West (2017)
    - defensywnego Mountain West (2017)

  - III składu All-American (2019 przez Associated Press, Sporting News)
- Zawodnik tygodnia:
  - Mountain West (19.12.2016, 16.01.2017, 13.02.2017)
  - WCC (4.03.2019, 11.02.2019)
- Lider:
  - NCAA w:
    - liczbie bloków (2019)
    - skuteczności rzutów z gry (2019)[5]

  - MWC w:
    - skuteczności rzutów z gry (2017)
    - liczbie celnych:
      - (218) i oddanych (367) rzutów za 2 punkty (2017)
      - rzutów z gry (219 – 2017)

  - WCC w:
    - liczbie:
      - zbiórek w ataku (114 – 2019)
      - (117) i średniej (3,2) bloków (2019)

    - skuteczności rzutów:
      - z gry (2019)
      - za 2 punkty (2019)

NBA
- MVP letniej ligi NBA (2019)
- Uczestnik Rising Stars Challenge (2020)[6]
- Zaliczony do I składu:
  - debiutantów NBA (2020)[7]
  - letniej ligi NBA (2019)